# 东午寄砖塔
东午寄砖塔，又名文峰塔，位于山西省临汾市翼城县里砦镇东午寄村东南，紧邻郑西村，毗邻东午寄文昌阁。两座塔均为圆形实心砖塔，建于清代，高10米，直径2.4米，五级密檐式，上部四层四面设佛龛。塔座石砌方形。
1987年8月20日，东午寄砖塔公布为翼城县文物保护单位。